# Dachverband Salzburger Kulturstätten
Der Dachverband Salzburger Kulturstätten (seit 2025 Dachverband.Kultur) ist als gemeinnütziger Verein organisiert. Er ist das Netzwerk und die kulturpolitische Interessenvertretung der »freien« zeitgenössischen, emanzipatorischen und autonomen Kulturarbeit im Land Salzburg.

## Geschichte  und Organisation
Der Dachverband wurde 1988 in der Stadt Salzburg von Vertretern der autonomen Kulturstätten Das Kino, Elisabethbühne, Toihaus, Kleines Theater, ARGE Kulturgelände, Frauenkulturzentrum und Gegenlicht gegründet.
Erster Geschäftsführer war Gerald Gröchenig, ihm folgten Birgit Feusthuber und seit 1993 Thomas Randisek. Der ehrenamtlich arbeitende Vorstand besteht aus sieben Mitgliedern. Vorsitzender war von 2007 bis 2015 Tomas Friedmann, seit November 2015 hat Karl Zechenter den Vorsitz.
Für seine 86 Mitglieder leistet der Dachverband politische Lobby-Arbeit für die Sicherung und Erhöhung des Fördervolumens, Rechtsberatung, Rechtsvertretung und Consulting in Subventions- und Förderungsbelangen, Hilfestellung bei Behördenkontakten, in Versicherungs-, AKM- und diversen administrativen Angelegenheiten. Er setzt sich für Verbesserungen ein, u. a. durch öffentlich-kritische Veranstaltungen zu den Themenbereichen Kulturpolitik und Medienpolitik.
Workshops und Seminarreihen schaffen die notwendige begleitende Weiterbildung für die Praxis der Kulturarbeit. Der Dachverband setzt sich für notwendige gesetzliche Verbesserungen ein, die eine strukturelle Absicherung der Kulturinitiativen und die soziale Absicherung von Kulturarbeitern (fair pay für Kulturarbeit) verstärken.
Der Dachverband.Kultur ist seit 2007 an der Umsetzung des Projektes Stolpersteine in der Stadt Salzburg beteiligt.

### Finanzierung
Finanziert wird die Arbeit der Interessenvertretung über Mitgliedsbeiträge und Werbeeinnahmen, weiters durch Förderungen von Stadt Salzburg und Land Salzburg.

## Publikationen
In Kooperation mit den regionalen Sendern FS1 und Radiofabrik publiziert der Dachverband.Kultur das TV-Format Kultmagazin und die Radio-Sendereihe Kultradio.
Monatlich wird der Kultplan (Veranstaltungskalender für Erwachsene), das Kulturplakat mit Übersichtskalender (seit 1989) sowie der Kids-Kultplan (Veranstaltungskalender für Kinder seit 2008) herausgegeben.

## Mitglieder
In Stadt und Land Salzburg sind u. a. folgende Einrichtungen vertreten:
- ARBOS – Gesellschaft für Musik und Theater
- ARGEkultur Salzburg
- Berchtoldvilla
- Erostepost
- Filmkulturzentrum Das Kino
- FS1
- Gold Extra
- Jazzit
- Kulturhaus Emailwerk
- Kulturforum Hallein
- Kleines Theater
- Kunsthaus Nexus
- Literaturhaus Salzburg
- Lungauer Kulturvereinigung
- MARK Salzburg
- Radiofabrik
- Robert-Jungk-Bibliothek für Zukunftsfragen
- Rockhouse Salzburg
- Salzburger Autorengruppe
- Salzburger Kunstverein
- SalzSpiele Kulturverein
- Schauspielhaus Salzburg
- Schmiede Hallein
- Südwind
- Szene Salzburg
- Toihaus

Die Voraussetzungen für eine Mitgliedschaft im Dachverband Salzburger Kulturstätten sind:
- Gegenwarts- und zukunftsorientierte sowie emanzipatorische Kulturarbeit
- Vermittlung von Eigenproduktionen und Projekten
- Vermittlung und Ermöglichung zeitgenössischer Kunst und Kultur
- Inhaltliche und organisatorische Unabhängigkeit von Gebietskörperschaften, politischen Gremien und staatlichen Institutionen
- Unabhängigkeit von politischen Parteien und Glaubensgemeinschaften
- Gemeinnützigkeit
- Demokratisches Verhalten
- Selbstorganisation
- Positionierung gegen menschenverachtende ideologische Strömungen
- Ermöglichen aktiver Beteiligung
- Geschlechtersensible Herangehensweisen

## Partnerschaften
Der Dachverband Salzburger Kulturstätten ist Mitglied der IG Kultur Österreich als österreichische Interessenvertretung und nimmt Aufgaben als deren Landesvertretung wahr.
Seit Mai 2012 ist der Verband mit 24 % Gesellschafter des Community-Fernsehens FS1. Dachverband-Geschäftsführer Thomas Randisek hält einen persönlichen Gesellschaftsanteil von 0,96 %.